# Моснанг
Моснанг (нім. Mosnang) — громада  в Швейцарії в кантоні Санкт-Галлен, виборчий округ Тоггенбург.

## Географія
Громада розташована на відстані близько 130 км на схід від Берна, 27 км на захід від Санкт-Галлена.
Моснанг має площу 50,5 км², з яких на 3,7% дозволяється будівництво (житлове та будівництво доріг), 48,5% використовуються в сільськогосподарських цілях, 47,1% зайнято лісами, 0,7% не є продуктивними (річки, льодовики або гори).

## Демографія
2019 року в громаді мешкало 2847 осіб (-1,2% порівняно з 2010 роком), іноземців було 4,6%. Густота населення становила 56 осіб/км².
За віковим діапазоном населення розподілялося таким чином: 25,6% — особи молодші 20 років, 57,1% — особи у віці 20—64 років, 17,3% — особи у віці 65 років та старші. Було 1074 помешкань (у середньому 2,6 особи в помешканні).
Із загальної кількості 1172 працюючих 329 було зайнятих в первинному секторі, 292 — в обробній промисловості, 551 — в галузі послуг.

## Галерея

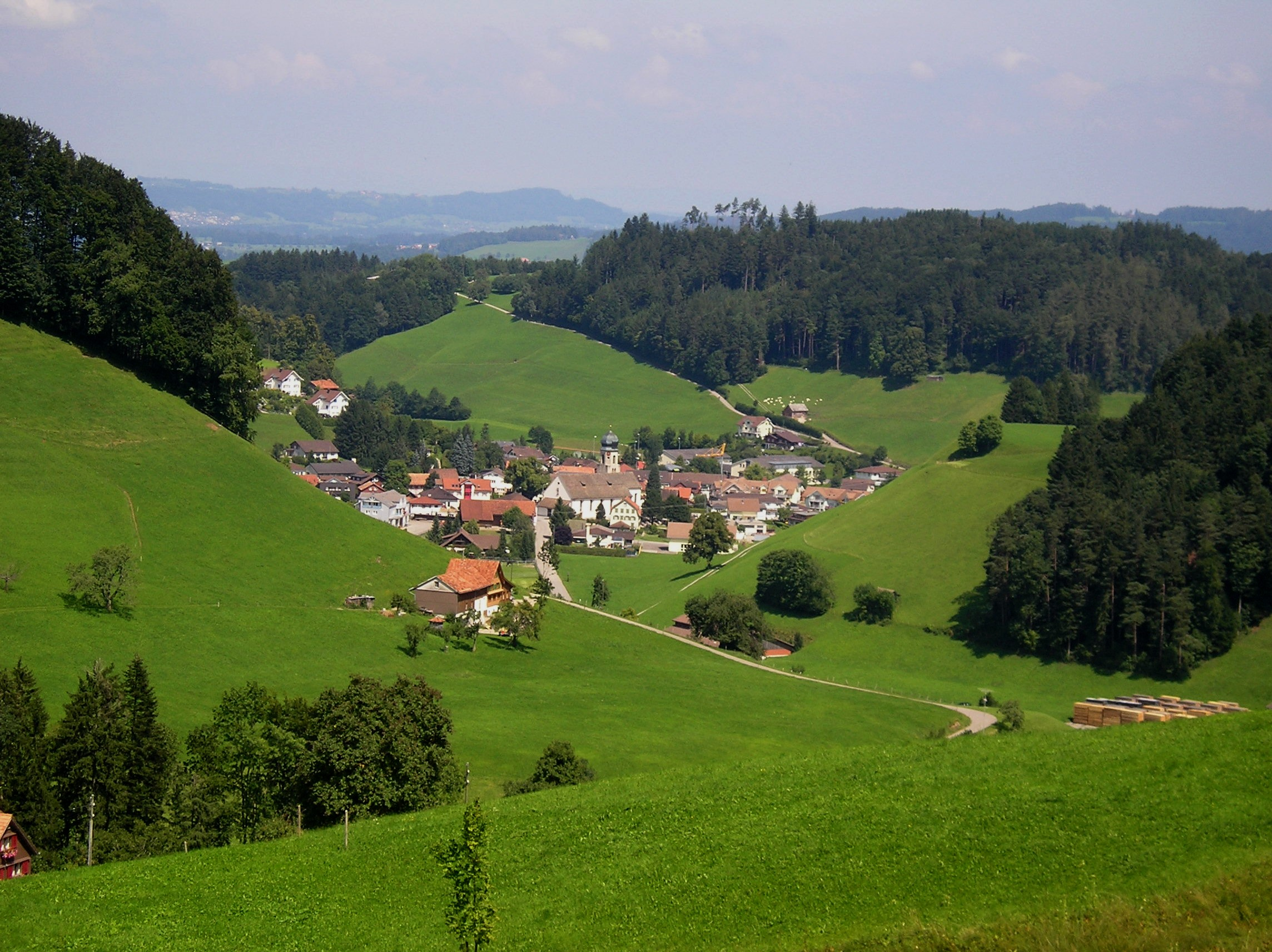
Вид на Моснанг із Evasberg
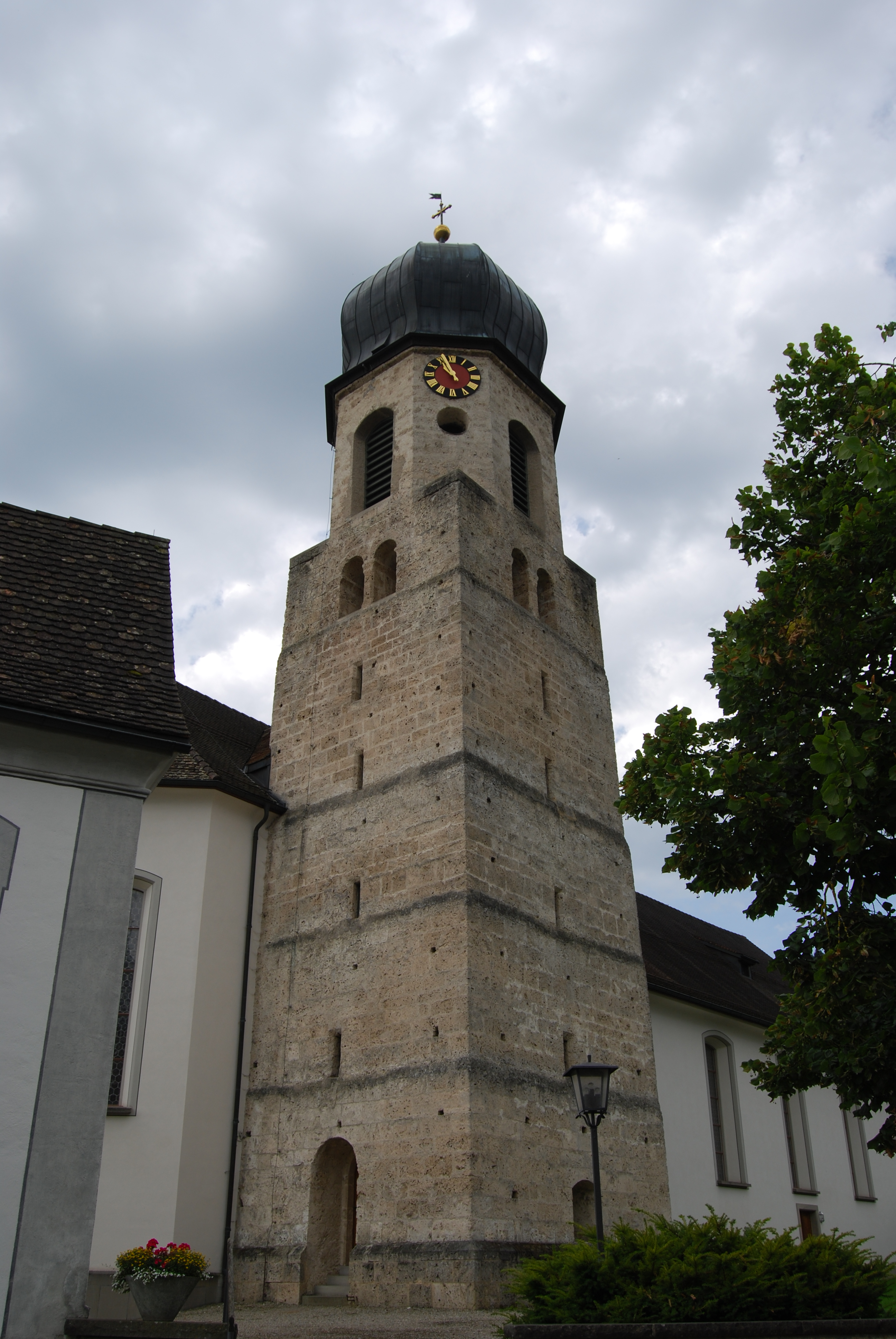
Дзвіниця
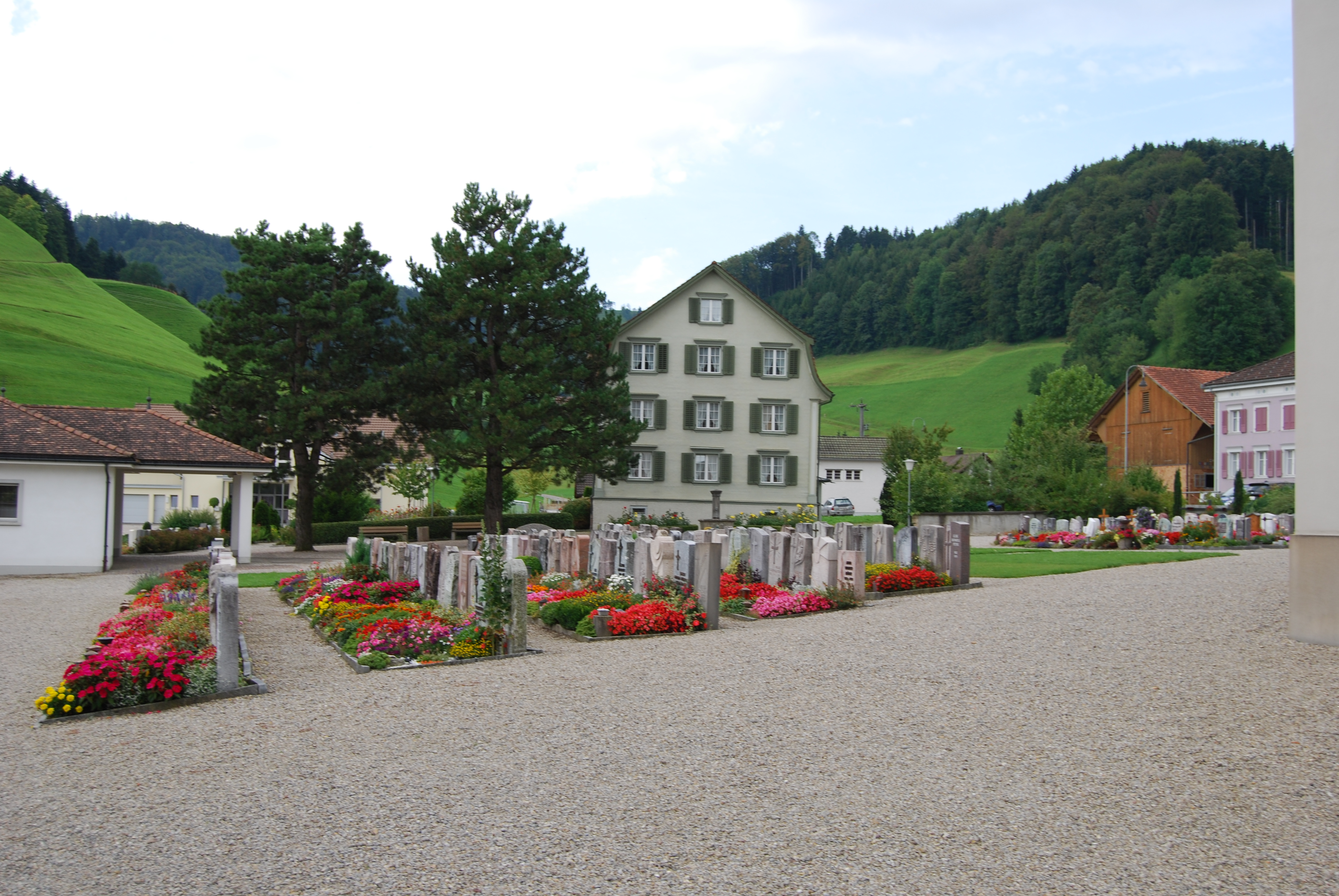
Моснангський цвинтар і парафія
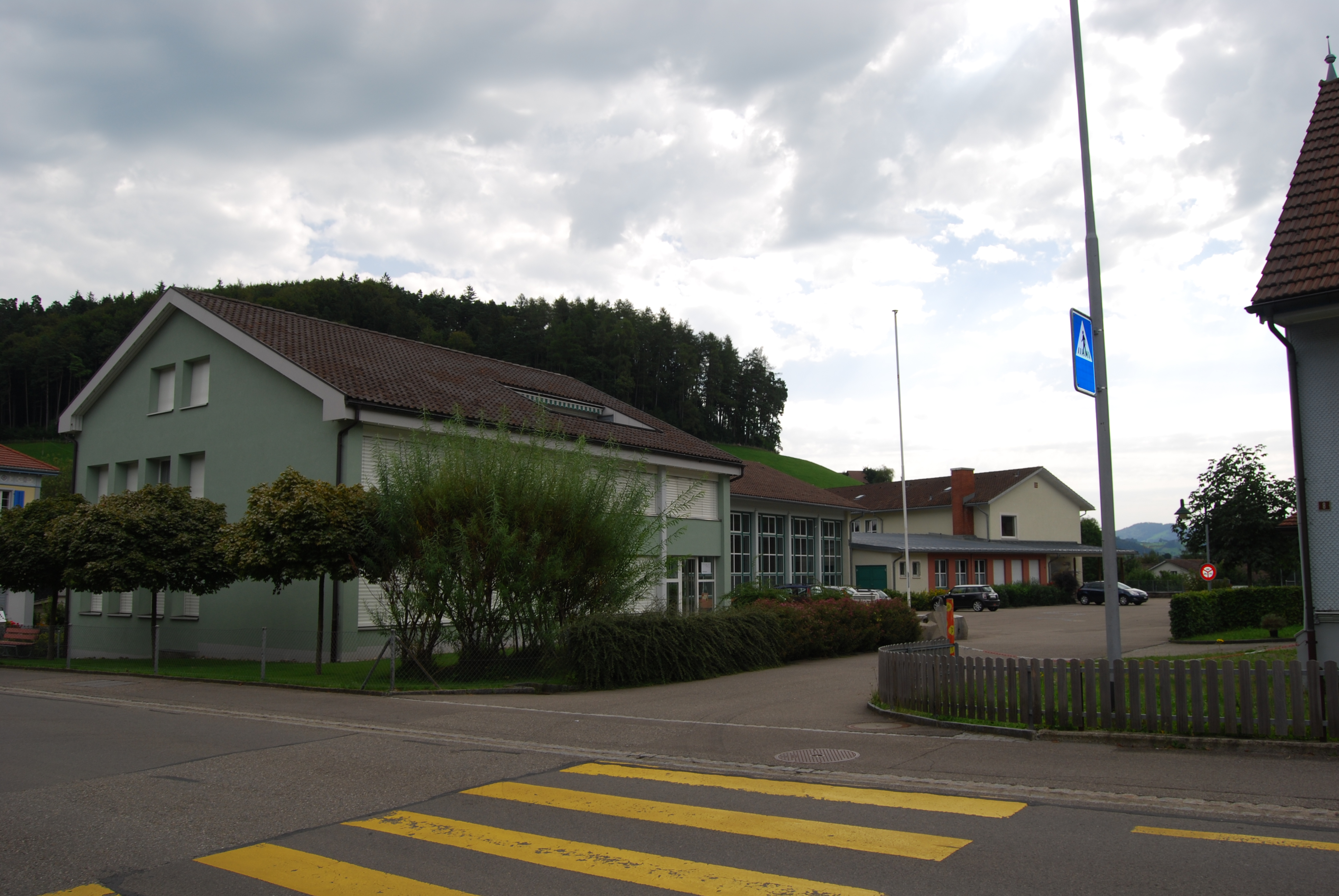
Початкова школа
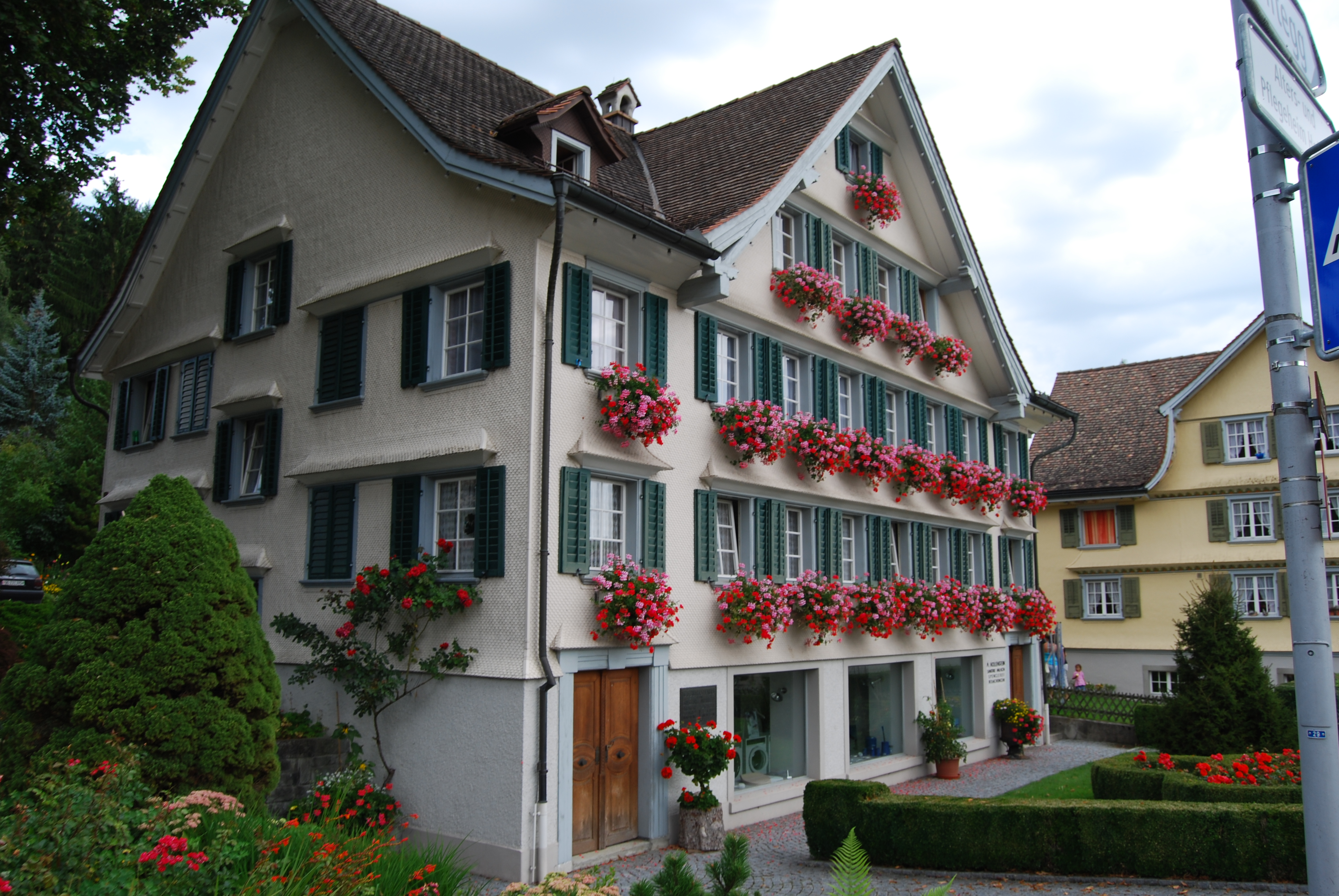
Alte «Krone» в Мосангу
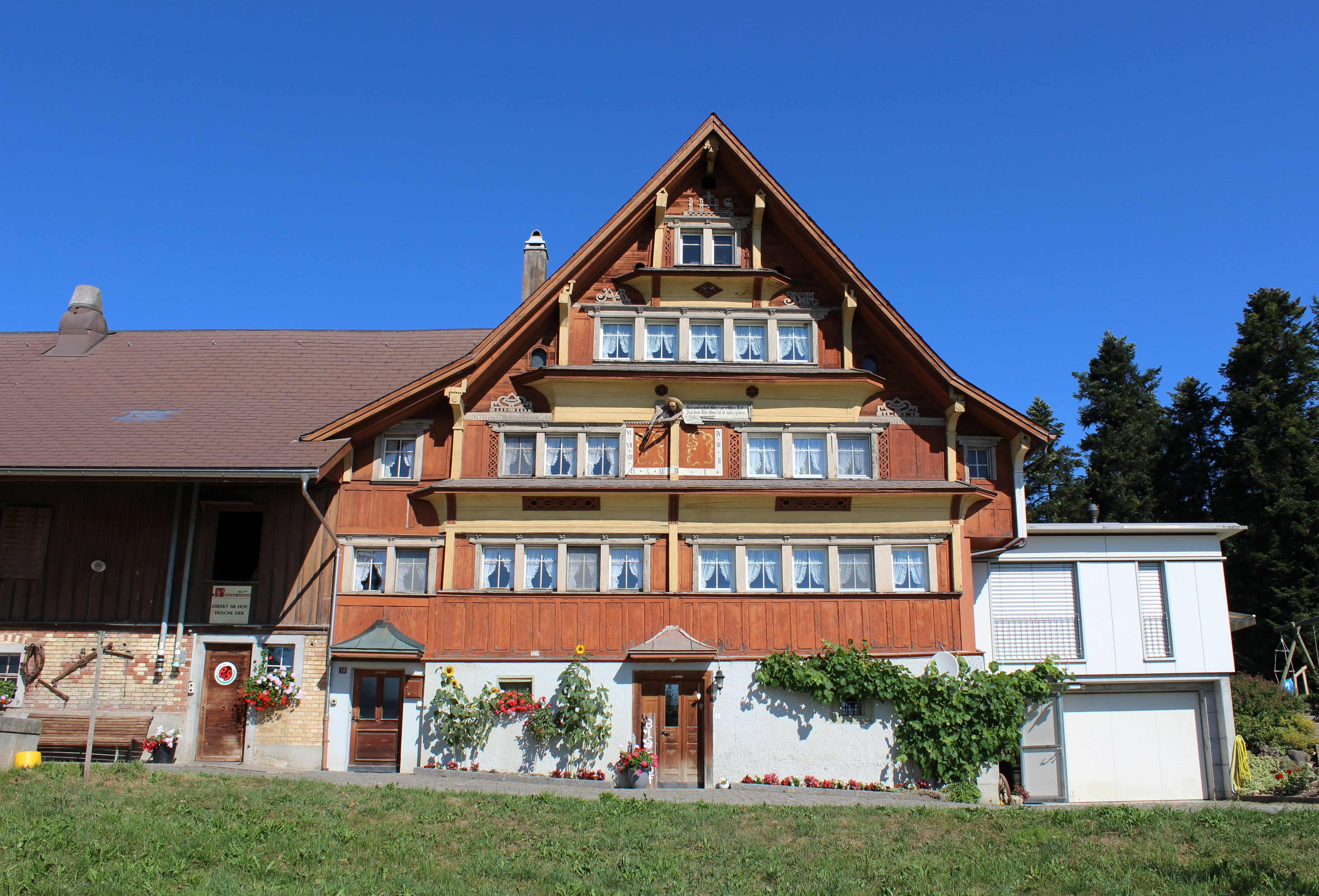
Toggenburger Haus в Spilhusen
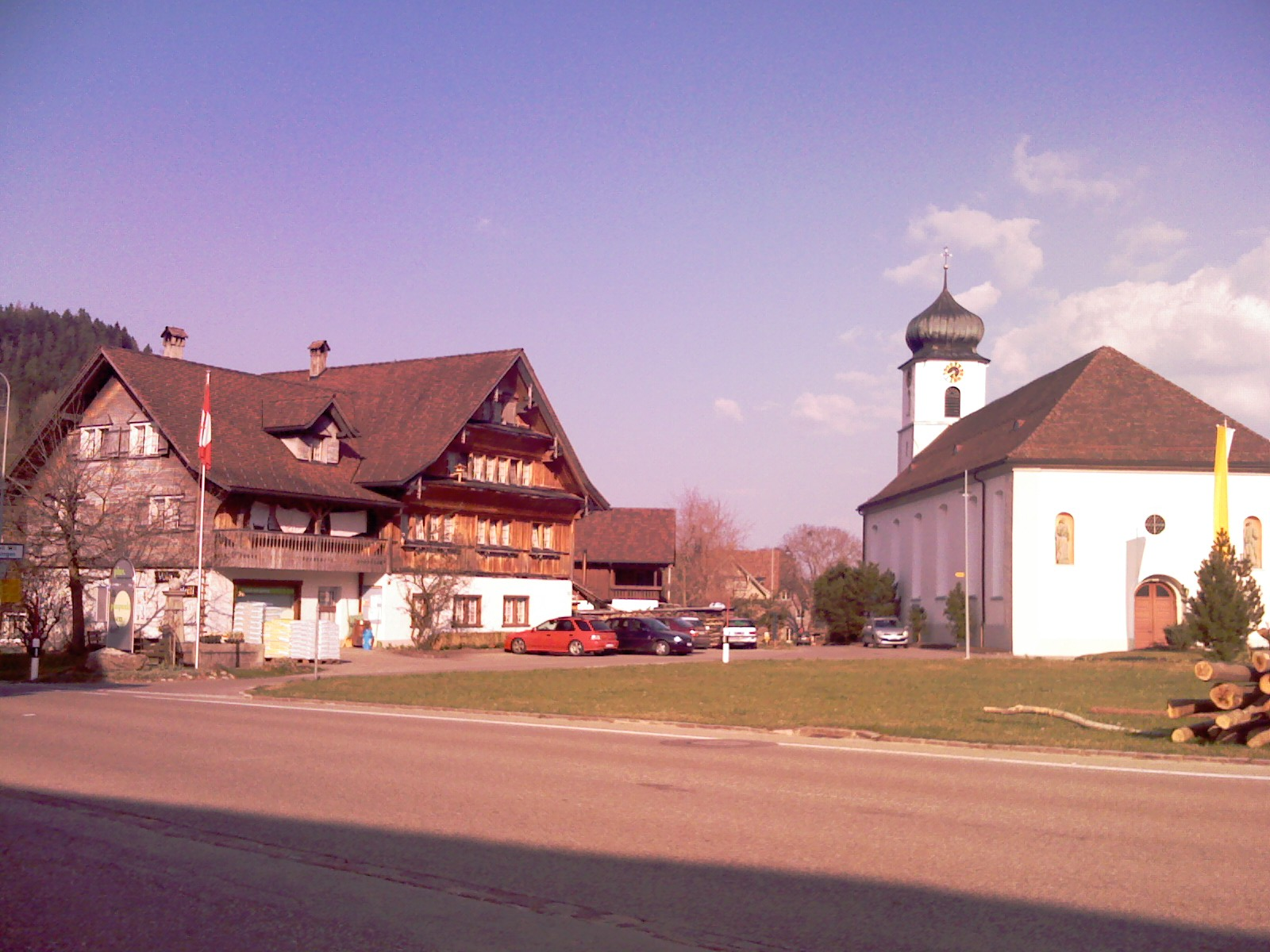
Кірха Mühlrüti в гемайнде Моснанг
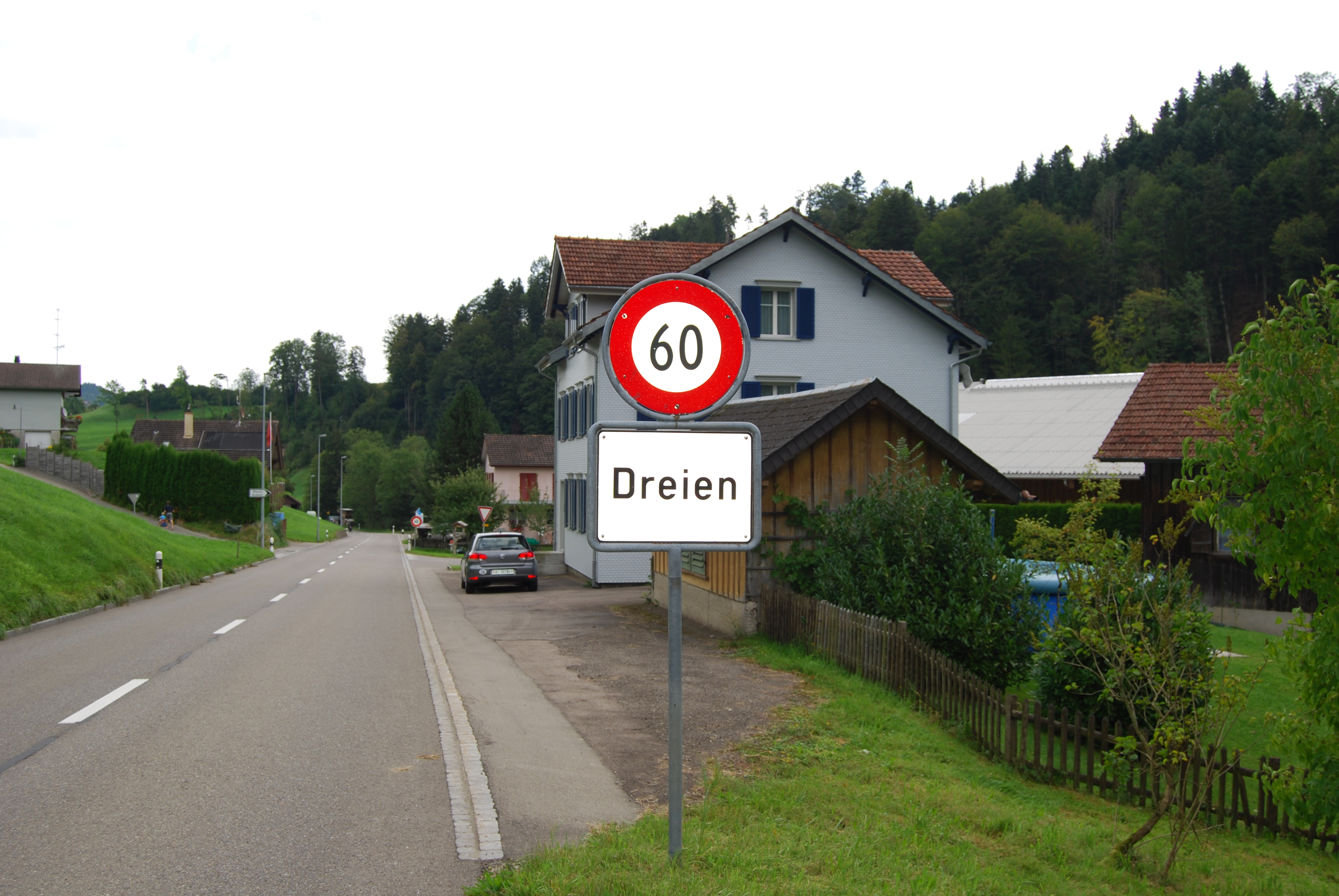
Dreien